# Lâu đài Reszel
Lâu đài Reszel (tiếng Ba Lan: Zamek w Reszlu, tiếng Đức: Burg Rößel) là một lâu đài nằm ở Reszel bên bờ sông Sajna, ở phía đông nam của thị trấn.
Lâu đài, một pháo đài Ordensburg, được xây dựng vào giữa năm 1350-1401 bởi Lệnh Teutonic. Lâu đài thường xuyên bị cướp bóc, bao vây và giành được bởi các lực lượng Ba Lan và Teutonic. Vào thế kỷ XIX, lâu đài được chuyển thể thành một nhà tù, lâu đài được cải tạo hoàn toàn sau Thế chiến thứ hai.
Hiện tại, lâu đài là chi nhánh của Bảo tàng Voian -Masurian Voivodeship ở Olsztyn, (tiếng Ba Lan: Muzeum Warmii i Mazur w Olsztynie), một khách sạn và một nhà hàng.

## Lịch sử
Lâu đài được xây dựng bởi Giám mục Warmi, Jan of Miśnia, tuy nhiên là người chiếm đóng đầu tiên của lâu đài nơi Hiệp sĩ Teutonic. Năm 1780, một phần của lâu đài đã được điều chỉnh để trở thành một nhà tù. Năm 1806 và 1807 một trận hỏa hoạn đã tàn phá lâu đài thời trung cổ. Lâu đài được xây dựng lại vào năm 1822, và từ đó trở thành nhà thờ Lutheran. Trong thời kỳ giữa 2 cuộc chiến tranh, lâu đài là một một bảo tàng, hiện lâu đài là một khách sạn hiện đại.